# ブライアン・ケレハー
ブライアン・ケレハー（Brian Kelleher、1986年8月19日 - ）は、アメリカ合衆国の男性総合格闘家。ニューヨーク州セルデン出身。ロングアイランドMMA/10thプラネット柔術ロングアイランド所属。元ROCバンタム級王者。

## 来歴
幼少期からアイスホッケー、サッカー、ボウリング等の様々なスポーツを経験し、その後、2007年に格闘技のトレーニングを始めた。2011年、プロ総合格闘技デビュー。

### UFC
2017年6月3日、UFC初参戦となったUFC 212でユーリ・アルカンタラと対戦し、ギロチンチョークで1R一本勝ち。パフォーマンス・オブ・ザ・ナイトを受賞した。
2017年10月21日、UFC Fight Night: Cerrone vs. Tillでダミアン・スタシアクと対戦し、パウンドで3RTKO勝ち。パフォーマンス・オブ・ザ・ナイトを受賞した。
2018年5月12日、UFC 224でバンタム級ランキング6位のジョン・リネカーと対戦し、左フックで3RKO負け。
2020年1月18日、UFC 246でオデー・オズボーンと対戦し、ギロチンチョークで1R一本勝ち。パフォーマンス・オブ・ザ・ナイトを受賞した。
2020年5月13日、フェザー級復帰戦となったUFC Fight Night: Smith vs. Teixeiraでハンター・アズールと対戦し、左フックで2RKO勝ち。ファイト・オブ・ザ・ナイトを受賞した。
2020年9月5日、UFC Fight Night: Overeem vs. Sakaiでレイ・ロドリゲスと対戦し、ギロチンチョークで開始39秒の一本勝ち。パフォーマンス・オブ・ザ・ナイトを受賞した。
2022年6月25日、バンタム級復帰戦となったUFC on ESPN: Tsarukyan vs. Gamrotでマリオ・バティスタと対戦し、リアネイキドチョークで1R一本負け。

## 戦績
| 総合格闘技 戦績 | 総合格闘技 戦績 | 総合格闘技 戦績 | 総合格闘技 戦績 | 総合格闘技 戦績 | 総合格闘技 戦績 | 総合格闘技 戦績 |
| --------------- | --------------- | --------------- | --------------- | --------------- | --------------- | --------------- |
| 40 試合         | (T)KO           | 一本            | 判定            | その他          | 引き分け        | 無効試合        |
| 24 勝           | 8               | 10              | 6               | 0               | 0               | 0               |
| 16 敗           | 2               | 9               | 5               | 0               | 0               | 0               |

| 勝敗 | 対戦相手               | 試合結果                         | 大会名                                                  | 開催年月日     |
| ×    | コーディ・ギブソン     | 1R 3:58 肩固め                   | UFC on ESPN 60: Lemos vs. Jandiroba                     | 2024年7月20日  |
| ×    | コーディ・ガーブラント | 1R 3:42 KO（右ストレート）       | UFC 296: Edwards vs. Covington                          | 2023年12月16日 |
| ×    | マリオ・バティスタ     | 1R 2:27 リアネイキドチョーク     | UFC on ESPN 38: Tsarukyan vs. Gamrot                    | 2022年6月25日  |
| ×    | ウマル・ヌルマゴメドフ | 1R 3:15 リアネイキドチョーク     | UFC 272: Covington vs. Masvidal                         | 2022年3月5日   |
| ○    | ケビン・クルーム       | 5分3R終了 判定3-0                | UFC on ESPN 32: Kattar vs. Chikadze                     | 2022年1月15日  |
| ○    | ドミンゴ・ピラルテ     | 5分3R終了 判定3-0                | UFC on ESPN 29: Cannonier vs. Gastelum                  | 2021年8月21日  |
| ×    | リッキー・シモン       | 5分3R終了 判定0-3                | UFC 258: Usman vs. Burns                                | 2021年2月13日  |
| ○    | レイ・ロドリゲス       | 1R 0:39 ギロチンチョーク         | UFC Fight Night: Overeem vs. Sakai                      | 2020年9月5日   |
| ×    | コーディー・スタマン   | 5分3R終了 判定0-3                | UFC 250: Nunes vs. Spencer                              | 2020年6月6日   |
| ○    | ハンター・アズール     | 2R 3:40 KO（左フック）           | UFC Fight Night: Smith vs. Teixeira                     | 2020年5月13日  |
| ○    | オデー・オズボーン     | 1R 2:49 ギロチンチョーク         | UFC 246: McGregor vs. Cowboy                            | 2020年1月18日  |
| ×    | モンテル・ジャクソン   | 1R 1:40 ダースチョーク           | UFC 232: Jones vs. Gustafsson 2                         | 2018年12月29日 |
| ×    | ジョン・リネカー       | 3R 3:43 KO（左フック）           | UFC 224: Nunes vs. Pennington                           | 2018年5月12日  |
| ○    | ヘナン・バラオン       | 5分3R終了 判定3-0                | UFC on FOX 28: Emmett vs. Stephens                      | 2018年2月24日  |
| ○    | ダミアン・スタシアク   | 3R 3:39 TKO（パウンド）          | UFC Fight Night: Cerrone vs. Till                       | 2018年2月24日  |
| ×    | マルロン・ヴェラ       | 1R 2:18 腕ひしぎ十字固め         | UFC on FOX 25: Weidman vs. Gastelum                     | 2017年7月22日  |
| ○    | ユーリ・アルカンタラ   | 1R 1:48 ギロチンチョーク         | UFC 212: Aldo vs. Holloway                              | 2017年6月3日   |
| ○    | フリオ・アルセ         | 3R 0:18 ギロチンチョーク         | Ring of Combat 54 【ROCバンタム級タイトルマッチ】       | 2016年3月4日   |
| ○    | ジョシュ・ロビンソン   | 3R 0:24 KO（バックハンドブロー） | Ring of Combat 53                                       | 2015年11月20日 |
| ○    | フリオ・アルセ         | 5分3R終了 判定2-0                | Ring of Combat 52 【ROCバンタム級タイトルマッチ】       | 2015年9月25日  |
| ○    | ジェイ・ハーズ         | 1R 4:49 ギロチンチョーク         | CCFC 49                                                 | 2015年6月6日   |
| ○    | アンドレ・スーカムタス | 5分3R終了 判定3-0                | CES MMA 28                                              | 2015年3月13日  |
| ○    | マーク・チェリコ       | 1R 0:37 ギロチンチョーク         | Pinnacle FC 9                                           | 2014年11月26日 |
| ×    | アンディ・メイン       | 1R 1:26 三角絞め                 | CCFC 34                                                 | 2014年4月19日  |
| ○    | レスター・キャスロー   | 2R 1:34 リアネイキドチョーク     | CCFC 31                                                 | 2014年2月8日   |
| ×    | ジェフ・スミス         | 2R 4:39 腕ひしぎ十字固め         | CCFC 29                                                 | 2013年11月1日  |
| ×    | スコット・ヘックマン   | 5分3R終了 判定0-3                | CCFC 27                                                 | 2013年9月21日  |
| ×    | ジミー・リベラ         | 5分3R終了 判定0-3                | Bellator 95                                             | 2013年4月4日   |
| ○    | タイラー・カヒヒコロ   | 5分3R終了 判定3-0                | Coalition of Combat                                     | 2012年12月1日  |
| ○    | ビル・ジョーンズ       | 1R 0:10 KO（パンチ）             | WCMMA 1: Portugal vs. USA 【WCMMAフェザー級王座決定戦】 | 2012年9月15日  |
| ○    | ライアン・ヴァカロ     | 2R 0:56 TKO（飛び膝蹴り）        | Rock Out Knock Out                                      | 2012年6月2日   |
| ○    | ラファエル・チャベス   | 2R 3:41 TKO（パンチ連打）        | CCFC 14                                                 | 2012年4月14日  |
| ○    | ジョシュ・パーカー     | 1R 4:31 リアネイキドチョーク     | NEF: Fight Night 1                                      | 2012年2月11日  |
| ×    | アルトゥール・ロフィ   | 1R 4:57 腕ひしぎ十字固め         | CCFC 12                                                 | 2011年12月10日 |
| ×    | クラウディオ・レデスマ | 5分3R終了 判定0-3                | Bellator 54                                             | 2011年10月15日 |
| ○    | マイケル・ラデューク   | 3R 3:14 TKO（ドクターストップ）  | Ring of Combat 37                                       | 2011年9月9日   |
| ○    | マニー・ミラン         | 1R 3:34 リアネイキドチョーク     | Xtreme Fight Events: Cage Wars 9                        | 2011年7月29日  |
| ○    | シヤム・ユーセフィ     | 1R 2:41 ギロチンチョーク         | CCFC 8                                                  | 2011年5月20日  |
| ○    | ネイト・アインスワース | 1R 0:23 KO（パンチ）             | CZ 37                                                   | 2011年4月29日  |
| ×    | ダン・シオン           | 1R 4:42 ギロチンチョーク         | Xtreme Fight Events: Cage Wars 5                        | 2011年3月11日  |

## 獲得タイトル
- 第5代ROCバンタム級王座（2015年）
- WCMMAフェザー級王座（2012年）

## 表彰
- UFC パフォーマンス・オブ・ザ・ナイト（3回）
- UFC ファイト・オブ・ザ・ナイト（2回）